# Lita på mej, älskling!
Lita på mej, älskling! är en svensk komedifilm från 1961, regisserad och producerad av Sven Lindberg. Lindberg hade även en större roll i filmen och i övrigt medverkade bland andra Maj-Britt Nilsson och Jarl Kulle.
Inspelningen ägde rum 1961 i Stockholm med Sven Nykvist som fotograf. Musiken komponerades av Torbjörn Iwan Lundquist och Bengt-Arne Wallin. Filmen klipptes av Lennart Wallén och premiärvisades den 18 december 1961 på biograferna Astoria och Roxy i Stockholm. Den är 94 minuter lång och barntillåten.

## Handling
Anna, Karl, Ulla och Fredrik gör en utflykt på landet som blir mycket misslyckad då Ulla och Fredrik avskyr varandra. Karl låser senare in de båda i ett sovrum där de tillbringar natten tillsammans. Allt löser sig för samtliga inblandade.

## Om filmen
Lita på mej, älskling! har visats i SVT, bland annat i juni 2020.

## Rollista
- Maj-Britt Nilsson – Ulla Hall, journalist
- Jarl Kulle – Karl Särner
- Sven Lindberg – Fredrik Särner, Karls bror, advokat
- Lena Söderblom – Anna Björk, fotomodell, Karls fästmö
- Lena Granhagen – Gittan
- Herman Ahlsell – Hans, utlandskorrespondent
- Helena Reuterblad	– Bibban
- Ragnar Arvedson – hovmästaren
- Margaretha Krook – fru Nilsson
- Elna Gistedt – fröken Larsson
- Eivor Landström – hustrun i målet
- Nils Fritz – mannen i målet
- Märta Dorff – värdshusvärdinna
- Lars Kåge	– sångaren på restaurangen
- Solveig Ternström	– väninna till Fredrik
- Anita Lindohf – väninna till Fredrik
- Helena Fernell – väninna till Fredrik
- Barbro Hiort af Ornäs – en kvinnlig rådman
- Ann-Marie Gummesson – kontorsflicka
- Susan Gumprecht – kontorsflicka
- Olof Huddén – regissören
- Sune Mangs – fotografen
- Bengt Eklund – redaktören
- Berndt Westerberg	– intervjuoffret